# Lauertanne

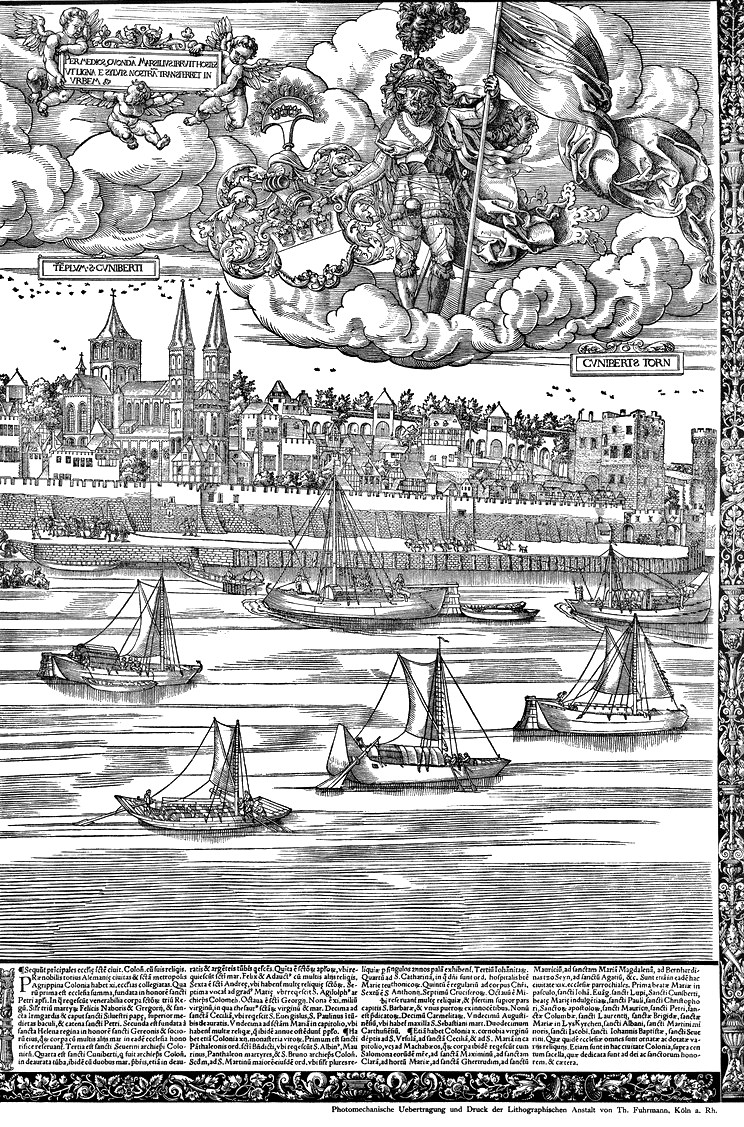
Ausschnitt aus der Kölner Stadtansicht von 1531 von Anton Woensam: vorn links eine Lauertanne

Die Lauertanne gilt als der älteste Schiffstyp auf dem Oberrhein. Die meist 12 bis 15 Meter langen, nahezu kastenförmigen Schiffe waren von einfachster Bauart und nur für eine Talfahrt (Basel–Mainz–Köln, gelegentlich auch bis in die Niederlande) verwendbar; am Zielort wurden diese frühen Einwegschiffe zerlegt und als Nutzholz verkauft.

## Schiff
Die Lauertanne stammt aus dem Basler Gebiet und fand auch als Lordanne, Luyrdanne, Lyrdanne und Lawtahne Erwähnung. Sie beförderte vorwiegend Wein aus dem Elsass, der im Rheinland als Luyr oder Lauer bekannt war.
Es war ein flachbödiger Frachtkahn, zusammengezimmert aus Planken von rohem Tannenholz, die nur mit Holznägeln und hölzernen Pflöcken verbunden waren. Auf dem ponton- oder floßförmigen Rumpf mit abgeschrägtem Bug und Heck stand mittig ein Mast mit einem rechteckigen Segel, das bei günstigem Wind das ansonsten mit der Strömung treibende Schiff mit antrieb. Gesteuert wurde mit einem langen, beweglichen Senkruder am Heck. Der flache Schiffsboden war für die Fahrt auf dem damals unregulierten, sehr langsam fließenden Rhein mit seinen vielen Sand- und Kiesbänken gut geeignet. Die Tragfähigkeit der Schiffe betrug 25 bis 40 Tonnen, im frühen 19. Jahrhundert teilweise sogar bis zu 60 Tonnen.
Eine Lauertanne durfte nur zur Talfahrt benutzt werden; schon aus dem Jahr 1350 ist in Straßburg ein aus Gründen der Betriebssicherheit erlassenes Verbot der Bergfahrt nachgewiesen. Bei der Talfahrt waren Lauertannen vom Stapelzwang befreit. Festgelegte Frachttarife gab es für sie nicht, und der Warentransport in ihnen war von Alters her frei ausgehandelt.
Am letzten Zielort – meist Köln, aber auch andere Orte am Niederrhein und in den Niederlanden – wurde das Schiff nach dem Entladen zerlegt und das Holz wurde als Nutzholz verkauft.
Im Rheinmuseum Koblenz befindet sich das Modell einer Lauertanne aus dem 13. Jahrhundert.

## Kuriosität
Im Juli 1774 reiste Johann Wolfgang von Goethe mit Johann Caspar Lavater und Johann Bernhard Basedow auf einer Lauertanne von Koblenz nach Bonn, Köln und Düsseldorf. Im Museum der Deutschen Binnenschifffahrt in Duisburg-Ruhrort erinnert eine Hörstation an Goethes Schilderung dieser Reise.